# Gabriel Msipu Phiri
Gabriel Msipu Phiri (* 13. Juli 1964 in Vubwi, Ostprovinz, Sambia) ist ein sambischer römisch-katholischer Geistlicher und Weihbischof in Chipata.

## Leben
Gabriel Msipu Phiri studierte an den Priesterseminaren in Mpima und Lusaka Philosophie und Theologie. Am 15. September 1991 empfing er das Sakrament der Priesterweihe für das Bistum Chipata.
Von 2001 bis 2002 erwarb er einen Abschluss am Institute for Spiritual Leadership in Chicago. Von 2005 bis 2008 studierte er an der St.-Augustinus-Universität Tansania in Mwanza, an der er einen Abschluss in Business Administration erwarb. Neben verschiedenen Aufgaben in der Pfarrseelsorge war er von 1999 bis 2001 und von 2003 bis 2005 sowie erneut von 2009 bis 2010 Generalvikar des Bistums Chipata. Von 2008 bis 2009 und von 2010 bis 2012 war er Diözesanökonom sowie Personalchef des Bistums. Von 2013 bis 2021 war er Finanz- und Verwaltungsmanager der sambischen Bischofskonferenz. Seither war er für die Organisation der Einnahmen des Bistums verantwortlich.
Am 10. Dezember 2022 ernannte ihn Papst Franziskus zum Titularbischof von Arae in Mauretania und zum Weihbischof in Chipata. Der Bischof von Chipata, George Cosmas Zumaire Lungu, spendete ihm am 11. Februar des folgenden Jahres die Bischofsweihe. Mitkonsekratoren waren der Bischof von Mongu, Evans Chinyama Chinyemba OMI, und der Bischof von Kabwe, Clement Mulenga SDB.